# Club Automation
Le Club Automation est une association française loi de 1901, créée le 2 avril 1986 dans le domaine des automatismes et de l'informatique industrielle. Le but de l'association est de promouvoir, dans l'intérêt de la profession, l’utilisation et le développement des techniques d'automatisation et de traitement de l'information industrielle.
Ses membres sont des personnes physiques exclusivement. L'association est gérée par un conseil d'administration de 18 personnes de profession allant d'utilisateurs aux enseignants chercheurs, en passant par des offreurs de produits ou de services.

## Origine
L'évolution du contexte économique des entreprises industrielles les oblige à s'appuyer de plus en plus sur les nouvelles technologies de l'information et de la communication pour répondre aux impératifs de productivité, qualité, flexibilité et réactivité. Les systèmes de production sont très directement concernés et s'avèrent particulièrement complexes à contrôler. 
Les cursus universitaires sont relativement peu connus sur ce point et souvent en décalage par rapport aux technologies, aux pratiques réelles et aux standards. Les associations professionnelles prennent le relais pour faire connaitre et partager les bonnes pratiques d'origine industrielle ou académique dans ce domaine.
Historique : Présidence
- Gilles Rouchouse de 1986 à  1995
- Lucien Bouillane de 1996 à 2000
- Claude Sourisse de 2001 à 2003
- Michel Favier à partir de 2004

## Activité
Le Club Automation est représentatif de ces organisations professionnelles en France parmi lesquelles on compte l'ISA-France, la SEE et l'Exera. Ces quatre associations se caractérisent respectivement par un périmètre hexagonal, le rattachement à un organisme international, la couverture de l'ensemble des technologies de l'information et de la communication, la représentation des grands utilisateurs. Ces quatre associations ont collaboré un temps au sein du Comité de liaison des associations du control industriel (CLACI) (créé en septembre 2002).
L'association organise des journées d'informations et de débats et des visites d’usines. Elle participe à certains salons professionnels. Et elle publie 3 fois par an une lettre d'information.
Aujourd’hui, les sujets liés aux performances techniques et économique des ensembles industriels et aux problèmes humains sont de plus en plus abordés : qualité, réactivité, sécurité, disponibilité, maîtrise des coûts, création de valeur, etc.

### Le comité prospectif
L’association anime un comité prospectif sur les évolutions du contrôle industriel pour définir les thématiques qui seront retenues pour les prochaines journées d’informations et de débats.

## Organisations apparentées en France
Ces associations recouvrent partiellement ou totalement les domaines techniques du Club Automation
- ISA[5]
- SEE
- Exera

## Sources et références
1. ↑  CLACI, SEE, 2002
2. ↑  Partenaire Salon SCS 2008 SCS Expo, 2008
3. ↑  Lettre d'Information Bibliographie nationale française, Lettre d'information, 2003
4. ↑  Bus de Terrain, Mesures, no 788, octobre 2006, p. 55-56
5. ↑  Guide IEC61508 Guide d'interprétation et d'application de la Norme IEC 61508 et des Normes dérivées, 2005. Travail commun avec l'ISA.

- « Club Automation, Pôles de rencontres », Actors Solutions, 2008
- « Journées d’informations et de débats 2007 », Actors Solutions, 2008
- « Club Automation : Journée d'information et de débats », TechnoFlash, 2008
- « Les automatismes embarqués », Technique de l'ingénieur, 2008
- Usine Nouvelle, 2008
- « Les méthodes et outils pour l'automatisation », eleclive
- Le club sur europétrole, le portail de l'industriel du pétrole, du gaz et de l'énergie
- le club sur AFPA, domaines traités au Département Sectoriel Industrie
- le club dans la revue mesures décembre 2011, article de la revue Mesures sur le visite technique de l'usine de production d'eau potable du sedif de Neuilly sur Marne